# Transactie van Augsburg

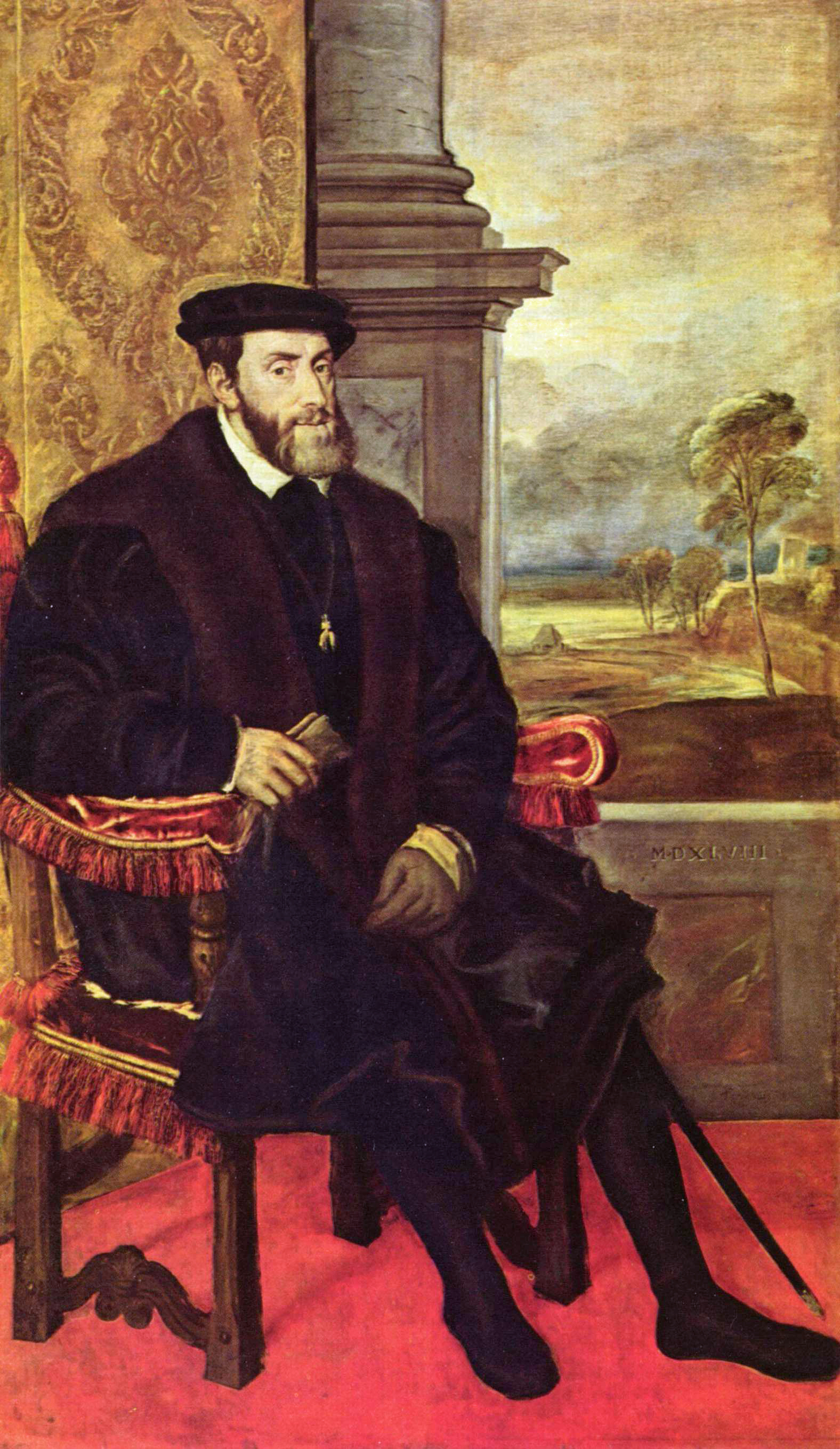
Karel V door Titiaan (1548)

De Transactie of het Verdrag van Augsburg van 26 juni 1548 is een staatsrechtelijke regeling van het Heilige Roomse Rijk waarbij de Habsburgse Nederlanden of Zeventien Provinciën tot een staatkundig geheel werden gemaakt en feitelijke onafhankelijkheid verkregen.

## Geschiedenis
Het Verdrag van Augsburg was een overeenkomst van keizer Karel V met de Rijksdag en was in de praktijk grotendeels voorbereid en uitgewerkt door een van Karels belangrijkste adviseurs, de Friese jurist Viglius van Aytta. Deze regeling was een belangrijke stap in de vorming van een Nederlandse staat, die Karel in navolging van zijn Bourgondische voorouders nastreefde.
Politiek gezien was de Transactie van Augsburg mogelijk geworden nadat Karel V in de Schmalkaldische Oorlog van 1546-1547 de opstandige protestantse rijksvorsten had weten te verslaan en daarmee op het toppunt van zijn macht was gekomen. Aanvankelijk wilde Karel toen een rijksbond met loyale vorsten afsluiten, maar dit stuitte op tegenstand van zijn zuster Maria van Hongarije, die als landvoogdes van de Nederlanden bang was dat zo'n bond voornamelijk het Duitse koningschap ten goede zou komen.
Maria van Hongarije stuurde toen in 1547 Viglius van Aytta naar de Rijksdag om de Nederlandse belangen te verdedigen. Nadat de rijksstanden het bondsplan hadden afgewezen, koos Karel V begin 1548 voor de regeling zoals die vanuit de Nederlanden was voorgesteld en die vooral een versterking van de dynastieke positie van het huis Habsburg betekende. De Habsburgse Nederlanden waren immers erfelijk bezit van de Habsburgers, terwijl het Duitse koning- en keizerschap dat niet was en daarom ook aan een ander vorstenhuis kon toevallen.
Na lange en moeizame onderhandelingen wist Viglius de Rijksdag zover te krijgen dat zij instemden met een verdrag waarin het volgende bepaald werd:
- Karels landsheerlijkheden Gelre, het Neder- en Oversticht en Groningen werden uit de Nederrijns-Westfaalse Kreits losgemaakt en bij de Bourgondische Kreits gevoegd, waartoe de overige Bourgondische erflanden van Karel V reeds behoorden.
- Vervolgens werd dit nieuwe territoriale geheel onttrokken aan de jurisdictie van het Rijkskamergerecht en de wetgeving van het Heilige Roomse Rijk.
- Als tegenprestatie hiervoor zou de Bourgondische Kreits hetzelfde bedrag als dat van twee keurvorsten in de rijkslasten bijdragen.
- Alleen de leenbanden van de afzonderlijke gebieden met de keizer bleven intact, maar deze waren in de praktijk van weinig betekenis meer.

Na de ondertekening van het Verdrag op 26 juni 1548 waren de Habsburgse Nederlanden nagenoeg geheel losgemaakt uit het Rooms-Duitse Rijksverband, precies zoals Maria van Hongarije en Viglius voor ogen had gestaan.
Opdat al deze afzonderlijke landsheerlijkheden ook voortaan één en dezelfde landsheer zouden houden, paste Karel V een jaar later de erfopvolgingsregelingen van de afzonderlijke gewesten dienovereenkomstig aan middels de Pragmatieke Sanctie van 4 november 1549.

## Territoria
Het verdrag, geschreven in het Neolatijn en het Vroegnieuwhoogduits, bepaalde in Artikel 15 dat de genoemde territoria een eenheid dienen te worden die ongedeeld zal worden doorgegeven aan de volgende generaties na Karel V (sprekende in koninklijk meervoud) middels erfopvolging:
| Latijnse tekst | Duitse tekst | Moderne Nederlandse vertaling |
| --- | --- | --- |
| Nimirum, nos veros, haereditarios & supremos Dominos dictarum nostrarum provinciarum Patrimonialium Belgicarum, pro Nobis, nostris haeredibus & successoribus, simul dictae nostrae Provinciae Patrimoniales Belgicae, nominatim Ducatus Lotharingiae, Brabantiae, Limburgi, Luxemburgi, Geldriae; Comitatus Flandriae, Artesiae, Burgundiae, Hannoniae, Hollandiae, Selandiae, Namurci, Zutphaniae; Marchionatus S. R. Imperii, Dominia Frisiae, Ultraiecti, Transisalaniae, Groningae, Falcomontis, Dalhemii, Salinis, Mechliniae & Traecti, una cum omnibus eorundem appendicibus & incorporationibus, Principatibus, Praelaturis, Dignitatibus, Comitatibus, Baroniis & Dominiis ad ea pertinentibus Vasallis & appendicibus, futuros in posterum & semper sub protectione, custodia, conservatione & auxilio Imperatorum & Regum Romanorum & S. R. I. eosque fruituros libertatibus ac iuribus eiusdem, & per dictos Imperatores & Reges Romanorum, & status dicti S. R. I. semper, sicut alii Principes, status & membra eiusdem Imperii, defendos, conservandos, fovendos, & fideliter iuvandos. | ...dergestalt daß wir, als rechter Erb und Oberherr gemelter unserer Nider-Erblanden, für uns unsere Erben und Nachkommen sambt derselbigen nachbenannten unsern Nider-Erblanden, nemlich, Hertzogthumb Lothringen, Braband, Limburg, Lützenburg, Geldern, die Graffschafft Flandern, Arthoys, Burgund, Hennigau, Holland, Seeland, Namur, Züthphen, die Marggraffschafft deß Heiligen Reichs, die Herrschafft Frießland, Utricht, Ober-Issel, Gröningen, Falckenberg, Thalheim, Salin, Mecheln und Mastrich, mit allen deren mediate vel immediate zugehörigen und einverleibten Geistlichen und Weltlichen Fürstenthumen, Prælaturen, Dignitäten, Graffschafften, Frey- und Herrschafften und der zugehörigen Vasallen, Unterthanen und Verwandten, hinfüro zu ewigen Zeiten in der Röm. Kayser und Könige und deß H. Reichs Schuß, Schirm, Vertheydigung und Hülffe seyn, auch sich dessen Freyheiten, Rechten und Gerechtigkeiten freuen und gebrauchen und von gemelten Röm. Kaysern, Königen und deß H. Reichs Ständen jederzeit wie andere Fürsten, Stände und Glieder desselben H. Reichs... | Uiteraard zullen onze bovengenoemde Patrimoniale Belgische Provinciën / Neder-Erflanden, voor Onszelf, onze erfgenamen en opvolgers, wij als de echte, erfelijke en oppermachtige Heren van onze bovengenoemde Patrimoniale Belgische provinciën / Neder-Erflanden, namelijk de Hertogdommen Lotharingen, Brabant, Limburg, Luxemburg en Gelre; de Graafschappen Vlaanderen, Artesië, Bourgondië, Henegouwen, Holland, Zeeland, Namen en Zutphen; de Mark van het Heilige Roomse Rijk; de Heerlijkheden Friesland, Utrecht, Overijssel, Groningen, Valkenburg, Dalhem, Salins, Mechelen en Maastricht, samen met al hun aanhangsels en inlijvingen, vorsten, prelaten, dignitarissen, graven, baronnen en heren die tot bepaalde vazallen en aanhangsels behoren, zullen in de toekomst één zijn, en altijd onder de bescherming, bewaking, bewaring en hulp van de Keizers en Koningen van de Romeinen en het Heilige Roomse Rijk, en zullen dezelfde vrijheden en rechten genieten van hetzelfde [Rijk], en zullen in het vervolg voor eeuwig trouw worden verdedigd, bewaard, ondersteund en geholpen worden door de bovengenoemde Keizers en Koningen van de Romeinen en het Heilige Roomse Rijk, net zoals de andere vorsten, staten en leden van datzelfde Rijk. |

### Kaartengalerij
|                                                                        |                                                                        | | |
| Kreitsen in 1512. ■ Bourgondische Kreits■ Nederrijns-Westfaalse Kreits | Kreitsen in 1560. ■ Bourgondische Kreits■ Nederrijns-Westfaalse Kreits | Lage Landen in 1560. ■ Habsburgse Nederlanden■ Prinsbisdom Luik■ Abdijvorstendom Stavelot-Malmedy■ Kamerijk en het Kamerijkse | Bezittingen van Karel V ca. 1550. ■ Habsburgse Nederlanden, Franche-Comté en Charolais■ Oostenrijkse erflanden■ Kroon van Castilië■ Kroon van Aragón |